# 第2號鋼琴奏鳴曲 (貝多芬)
A大調第2號鋼琴奏鳴曲，作品2之2，是貝多芬的鋼琴奏鳴曲，於1795年創作。整套作品2的三首鋼琴奏鳴曲都是題獻予作曲家海頓，並於1796年3月由阿塔利亞出版社出版。當時貝多芬正與阿爾布雷希茨貝格學習對位法，1795年冬季，貝多芬在利赫諾夫斯基王子的家中演出，當時海頓亦在場，貝多芬在這次演出中彈奏了全部三首奏鳴曲。
鋼琴家唐納德·托維對這首奏鳴曲有以下的評價：「第2號奏鳴曲在演奏上是毫無瑕疵的，而在和聲和戲劇的想法上，除了終曲外，其也都完全超出了海頓和莫扎特的範圍」。
本曲的演奏時間，連重覆大約需時22分鐘。

## 樂曲結構
本奏鳴曲共有四個樂章，分別是：
- 第一樂章：活潑的快板（Allegro vivace）
- 第二樂章：熱情的緩板（Largo appassionato）
- 第三樂章：諧謔曲，小快板（Scherzo: Allegretto）
- 第四樂章：迴旋曲，優雅地（Rondo: Grazioso）

## 外部連結
- 波恩貝多芬之家有關《第1號》、《第2號》及《第3號鋼琴奏鳴曲》資料 （页面存档备份，存于）（德文）
- 希夫·安德拉斯談論貝多芬的《第2號鋼琴奏鳴曲》 （页面存档备份，存于）
- 貝多芬《第2號鋼琴奏鳴曲》：国际乐谱典藏计划上的乐谱
- 贝多芬《第2号钢琴奏鸣曲》创作历程的介绍及对音乐内容的评论（英文）
- 帕福利·江珀潘恩（Paavali Jumppanen）於伊莎貝拉嘉納藝術博物館內的演奏版本